# 2012年美國聯盟外卡晉級賽
2012年美國聯盟外卡晉級賽（2012 American League Wild Card Game），是由東區、中區、西區等三區的冠軍以外的球隊進行排名，以勝率前兩名的球隊獲得外卡資格，兩隊將會進行1場比賽，獲勝的球隊可以晉級美國聯盟分區賽，其中兩隊以勝率較高的球隊獲得主場優勢，如果兩隊的勝率相同的時候，則以兩隊球季比賽獲得優勢的球隊擁有主場優勢。比賽於美國時間10月5日晚上8點半開始。
巴爾的摩金鶯和德州遊騎兵皆為93勝69敗，由於遊騎兵與金鶯對戰勝率較高，因此由遊騎兵獲得主場優勢。金鶯先發投手為喬·桑德斯，遊騎兵先發投手為達比修有。

## 比賽結果
阿靈頓棒球場，德克薩斯州，阿靈頓
| 巴爾的摩金鶯                                 | 1 | 0 | 0 | 0 | 0 | 1 | 1 | 0 | 2 | 5 | 8 | 2 |
| 德州遊騎兵                                   | 1 | 0 | 0 | 0 | 0 | 0 | 0 | 0 | 0 | 1 | 9 | 2 |
| 勝投： 喬·桑德斯 (1–0) 敗投： 達比修有 (0–1) |   |   |   |   |   |   |   |   |   |   |   |   |

### 比賽經過
金鶯隊首名打者Nate McLouth就先靠著失誤上壘，隨後盜上二壘，J·J·哈迪擊出一壘安打讓McLouth得分。喬許·漢米爾頓在一局下打出雙殺打讓伊恩·金斯勒得分。
兩隊此後都沒有得分，直到6局上，亞當·瓊斯擊出高飛犧牲打得分。7局上，Nate McLouth安打讓Robert Andino得分。9局上，吉姆·湯米保送上壘，Robert Andino擊出二壘安打，曼尼·馬查多和Nate McLouth分別擊出安打和高飛犧牲得到保險分。最終金鶯以5比1擊敗遊騎兵。